# Santa Rita (Santa Rita del Mar)
Santa Rita (Santa Rita del Mar) es una localidad ubicada dentro del municipio de San Francisco Ixhuatán aunque es administrada por el Municipio de San Francisco del Mar, dentro del estado mexicano de Oaxaca. Siendo la segunda localidad más poblada de Ixhuatán solo por detrás de la cabecera municipal y el tercero (teóricamente) de San Francisco del Mar, por detrás de la cabecera municipal y San Francisco Pueblo Viejo.

## Ubicación
La localidad dentro del territorio municipal de San Francisco Ixhuatán, justamente en los límites con San Francisco del Mar, a 7,6 km en dirección sur de la cabecera municipal de San Francisco del Mar y a 10 km en dirección sureste de Ixhuatán, ambas son brechas carreteras. Se ubica en las coordenadas 16°16′52″N 94°31′24″O / 16.28111, -94.52333.